# Kretingalė

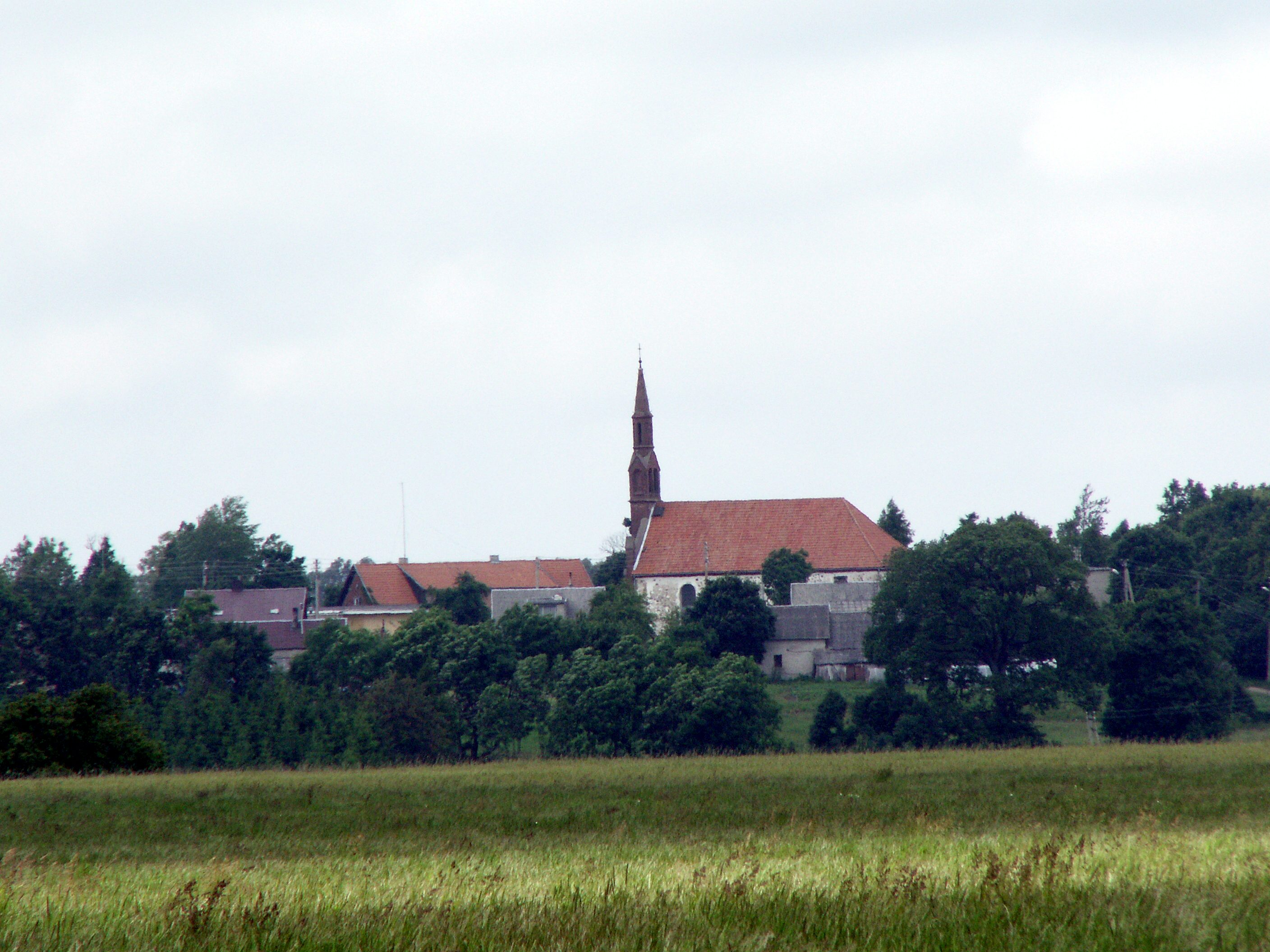
Stadtpanorama

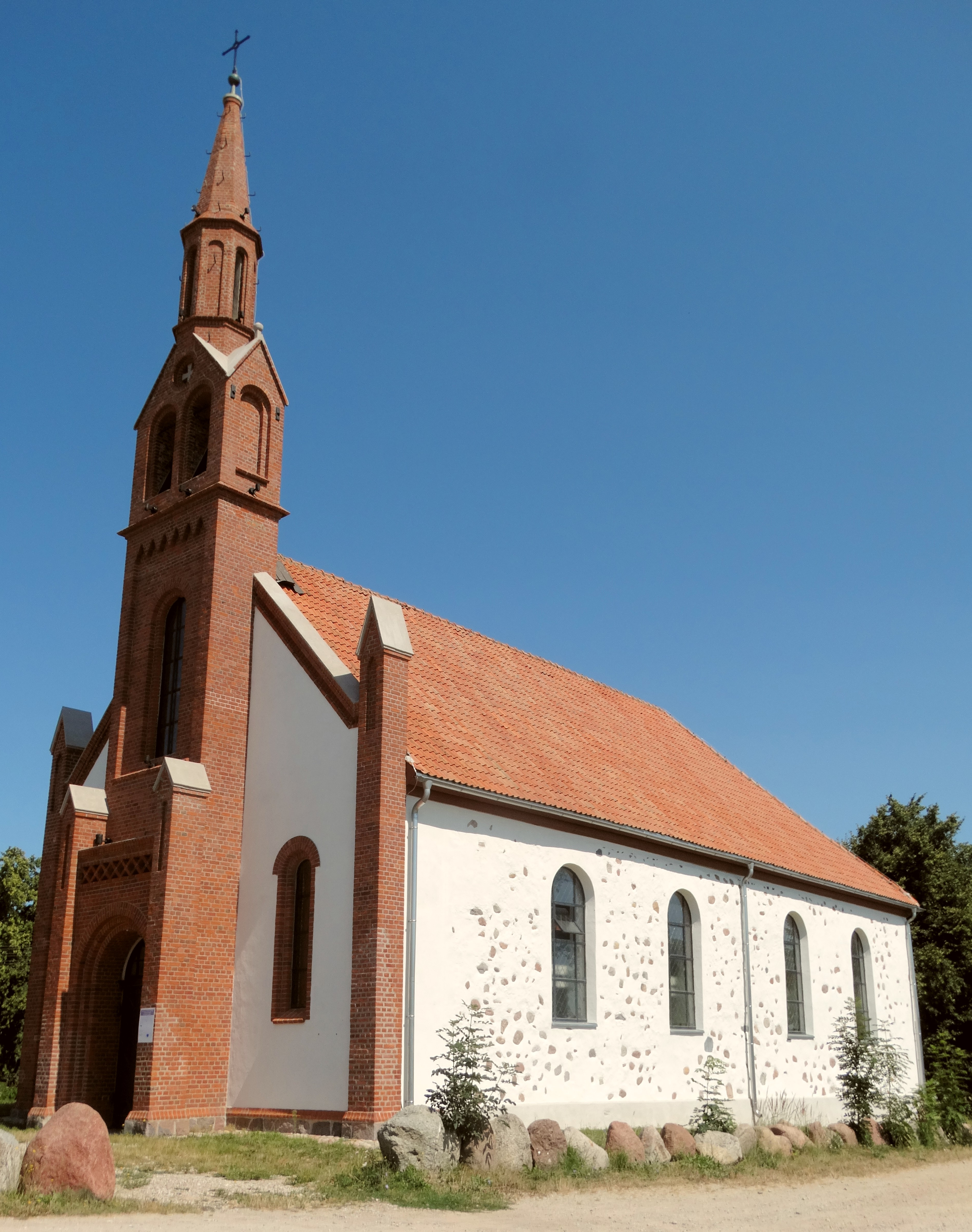
Evangelisch-Lutherische Kirche

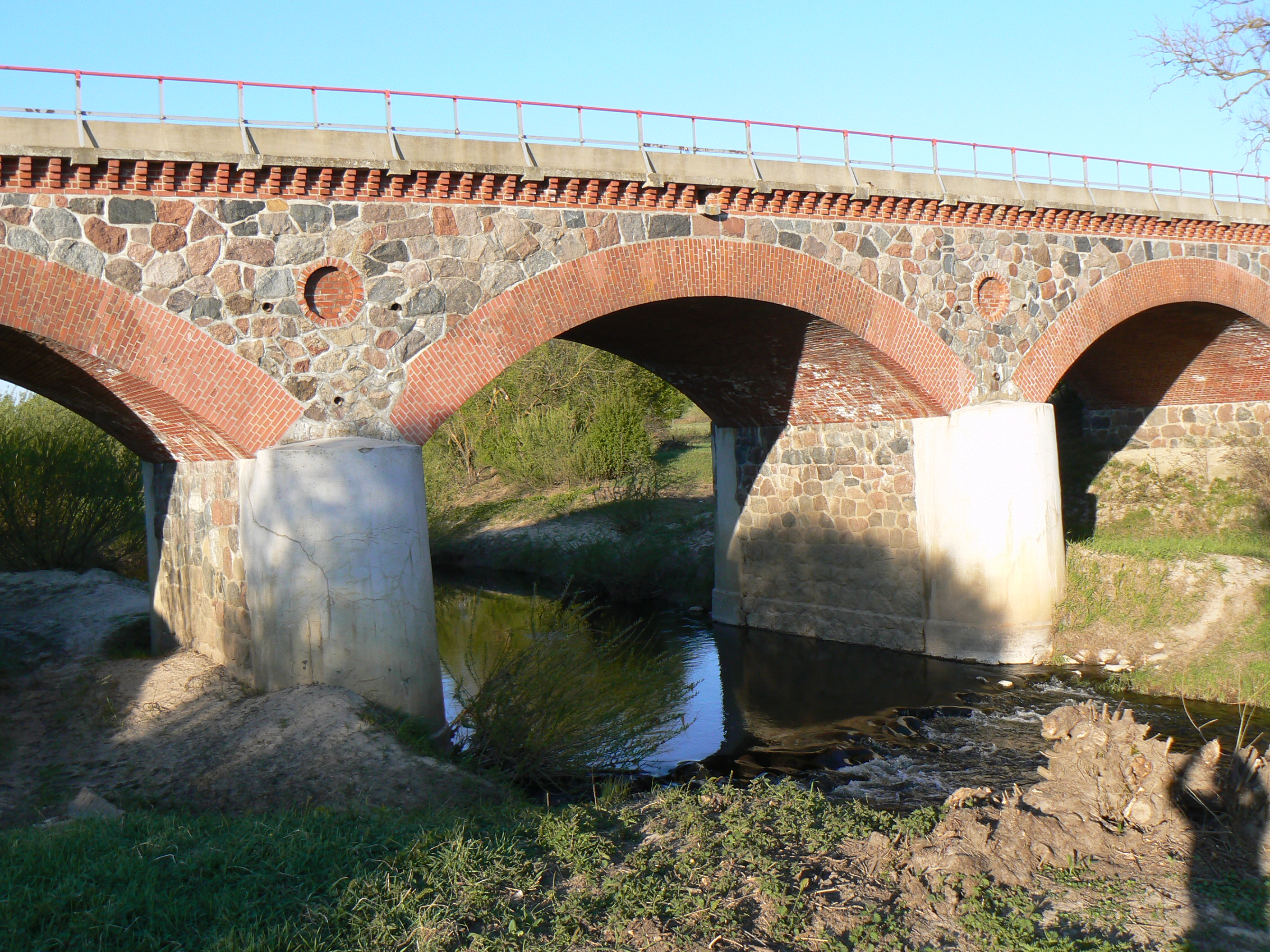
Straßenbrücke über die Danė bei Kretingalė

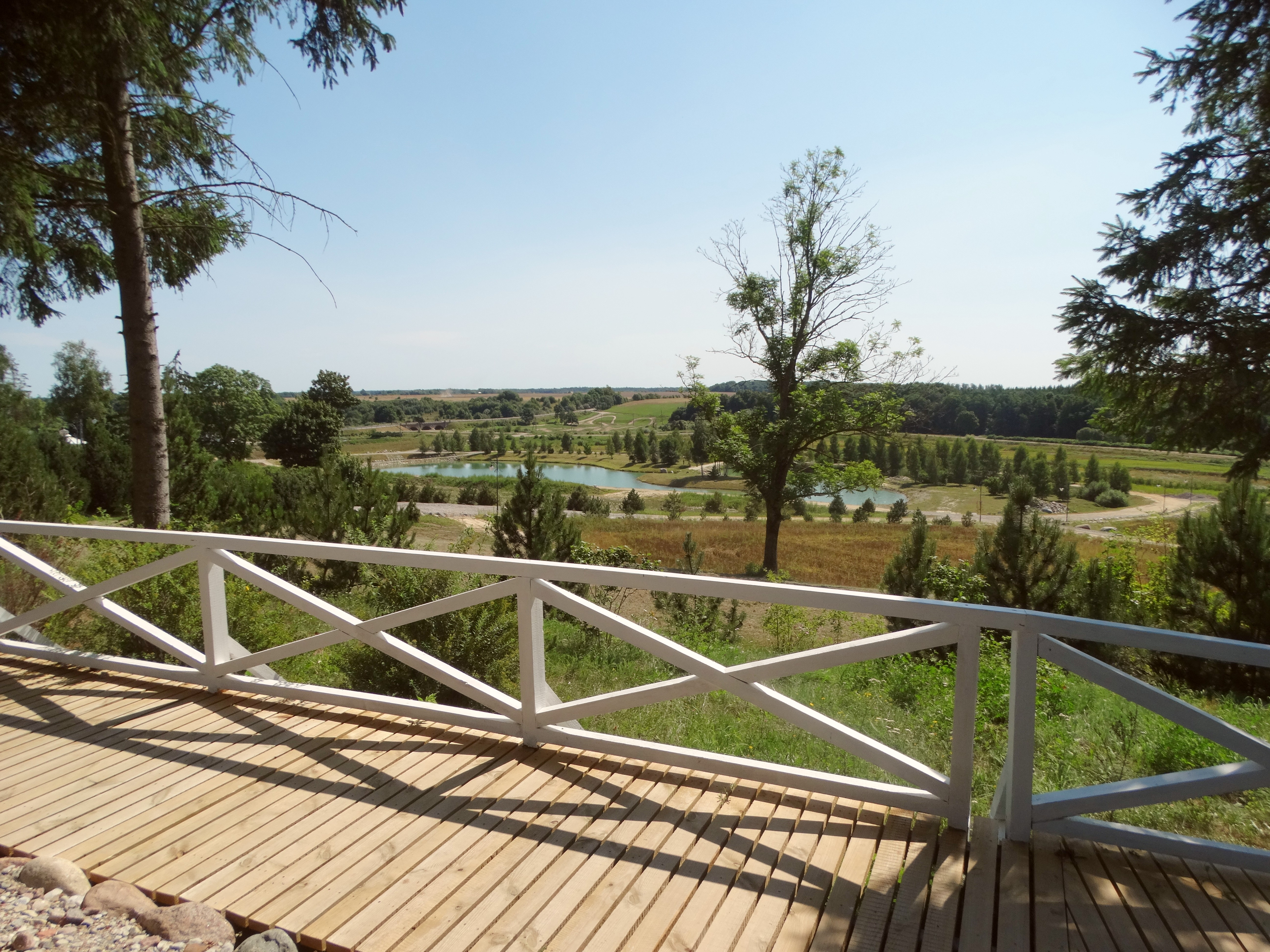
Park in Kretingalė

Kretingalė (deutsch Deutsch Crottingen) ist ein Städtchen (litauisch miestelis) im Bezirk Klaipėda der Republik Litauen. Der Ort ist Zentrum des Amtsbezirks (Seniūnija) Kretingalė und gehört zur Rajongemeinde Klaipėda. Zu Kretingalė gehört auch die Ortsstelle Gut Gaußen.

## Geographie
Kretingalė liegt im Westen Litauens an der Danė (deutsch Dange), 14 km nordöstlich des Gemeindesitzes Klaipėda. 7 km nordöstlich von Kretingalė liegt die (schon immer litauische) Stadt Kretinga. Durch den Ort führt die kurze Nationalstraße 168 von Klaipėda nach Kretinga. Kretingalė ist Bahnstation an der Bahnstrecke Vilnius–Klaipėda.

## Geschichte
Seit dem Frieden vom Melnosee war Crottingen über 500 Jahre die Grenzstadt des Deutschordensstaats, Preußisch Litauens und ab 1871 des Deutschen Reichs zu Russland. Nach dem Ersten Weltkrieg lag es im (französisch besetzten) Memelland, das 1923 von Litauen annektiert wurde und zu dem Kretingale seitdem bis auf die Zeit der nochmaligen Zugehörigkeit zum Deutschen Reich zwischen 1939 und 1945 gehört.

## Ortsname
Der Ortsname ist seit 1253 („Cretyn“) urkundlich überliefert weist auf einen Gewässernamen hin. Altkurisch „kret-“ bedeutet „schütteln, schwanken“, das Suffix -ing ist erst seit dem 16. Jahrhundert nachweisbar und nicht ganz geklärt, entstand womöglich als Unterscheidung zu Kretinga („Russisch-“/Litauisch-Crottingen). Der Zusatz „deutsch“ wurde zur Unterscheidung zum damals jenseits der ostpreußischen Grenze gelegenen Ort (Litauisch) Krottingen, lt. Kretinga, gewählt.

## Geschichte
In Kretingalė sind archäologische Funde aus der frühen Bronzezeit belegt. Der Ort Deutsch Crottingen wurde spätestens im 17. Jahrhundert als kölmisches Gut gegründet. Seit 1652 gab es dort eine Kirche. Im Jahr 1874 wurde der Ort ein Gutsbezirk innerhalb des Amtsbezirks Crottingen im Kreis Memel. Im Jahr 1892 bekam der Ort Bahnanschluss nach Memel. 1907 wurde Deutsch Crottingen eine Landgemeinde. 1939 gehörten auch der ehemaligen Gutsbezirk Adlig Crottingen (lt. heute Šlikiai) und die ehemalige Landgemeinde Standschen (Stančiai) zur Landgemeinde Deutsch Crottingen.
Während der Zugehörigkeit zur Litauischen Sozialistischen Sowjetrepublik war Kretingalė Sitz eines Umkreises (lit. apylinkė). Seit 1995 ist der Ort Sitz eines Amtsbezirks. Als solcher bekam der Ort im Jahr 2014 ein Wappen.
Kretingalė hat eine Hauptschule.
| Jahr | Einwohner |
| ---- | --------- |
| 1910 | 115       |
| 1970 | 473       |
| 1979 | 796       |
| 1989 | 900       |
| 2001 | 977       |
| 2011 | 936       |

## Evangelisch-Lutherisches Kirchspiel
Im Jahr 1654 erhielt Deutsch-Crottingen ein eigenes evangelisches Kirchspiel, das vom Kirchspiel Memel abgezweigt wurde und auch für einige Nachbardörfer zuständig war, darunter Nimmersatt und Karkelbeck; Gottesdienste wurden in litauischer und deutscher Sprache abgehalten. Es war das nördlichste preußische Kirchspiel überhaupt. Am Ende des 19. Jahrhunderts zählte es 5200 Seelen, unter denen sich jedoch nur 400 Deutsche befanden.
Im Jahr 1652 war in Deutsch Krottingen eine hölzerne Kapelle erbaut worden, die 1699 einen Turm und Glocken erhielt. 1741 wurde eine neue Kirche aus Feldsteinen mit einem hölzernen Turm erbaut. Als dieser 1801 bei einem Sturm schief wurde, trug man den oberen Teil ab und bedeckte den unteren Turmteil mit einer Haube. 1875 erhielt die Kirche eine Orgel und es wurde ein massiven Turm mit achteckigem Oberteil aus Backstein angebaut.

## Pfarrer
- Johann Lehmann, 1654–1664
- Johann Ludovici, 1664–1671
- Martin Martini, 1671–1679
- Johann Heinrich Griesinger, 1679–1685
- Valentin Dach, 1685–1692
- Michael Gurski, 1692–1700
- Friedrich Behrend, 1700–1705
- Erdmann Haack, 1705–1731
- Gabriel Engel, 1731–1761
  - Adjunkt: Jacob Preuß, 1749–1761
- Jacob Preuß, 1761–1778
- Jacob Hausendorf, 1779–1788
- Johann Gottfried Ziegler, 1788–1846
  - Adjunkt: Andreas Rudolf Zippel, 1841–1846
  - Adjunkt: Friedrich Wilhelm Thiel, 1845–1846[4]
- Friedrich Wilhelm Thiel, 1846–1859[4]
- Cölestin Gotthold Ebel, 1860–1868
- Carl Albrecht Hillenberg, 1869–1881[5]
- August Jussas, 1882–1890
  - Verwalter: August Wilhelm Hch. Hartung, 1890–1891
  - Verwalter: Karl Ed. Albert Salewski, 1891–1899
- Karl Ed. Albert Salewski, 1899-
- Wilhelm Atrott, 1934–1938
  - Hilfsprediger: Bruno Janz, –1941
- Bruno Janz, 1941–1945

In den Kirchenbüchern nach 1944 werden erwähnt Jonas Armonaitis, Pfarrer 1957–1974, und Saulius Varanavičius im Jahre 2009.

## Söhne und Töchter des Ortes
- Charlotte Susa (1898–1976), deutsche Schauspielerin, geboren auf Gut Gaußen
- Romas Venclovas (* 1960), litauischer Politiker

## Amtsbezirk Kretingalė
Seit 1995 besteht die Kretingalės seniūnija, die der Rajongemeinde Klaipėda zugeordnet ist. Zum Amtsbezirk gehören neben dem Städtchen Kretingalė das weitere Städtchen Plikiai und 42 Dörfer mit insgesamt 5005 Einwohnern (Stand 2021). Der Amtsbezirk ist in die sechs Unterbezirke (lit. Seniūnaitija) Girkalių seniūnaitija, Kalotės seniūnaitija, Karklės seniūnaitija, Kretingalės seniūnaitija, Naujosios Kalotės seniūnaitija und Plikių seniūnaitija eingeteilt. Zum Amtsbezirk gehören:

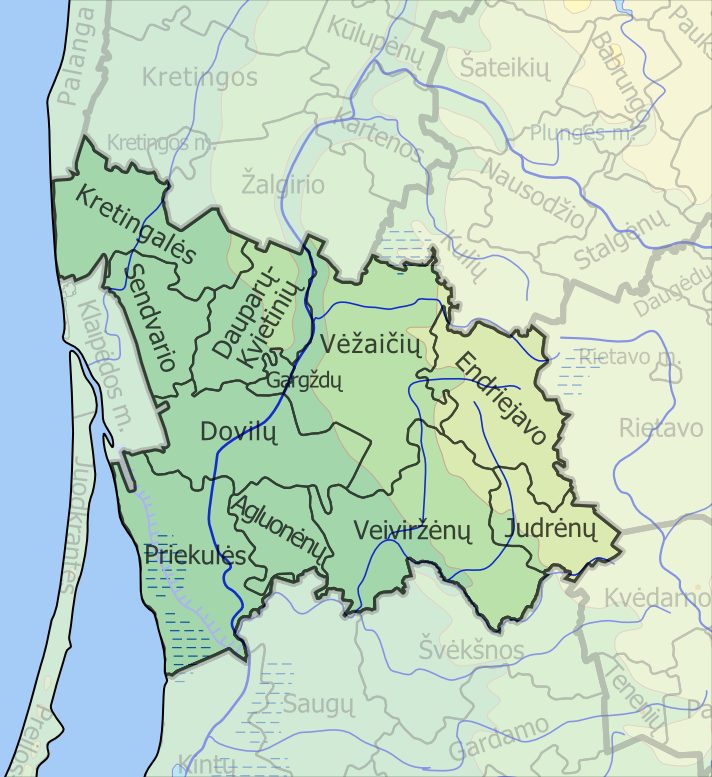
Der Amtsbezirk Kretingalė im Nordwesten der Rajongemeinde Klaipėda

| Ortsname     | deutscher Name     | Unterbezirk           |
| ------------ | ------------------ | --------------------- |
| Anaičiai     | zu Ußnaiten        | Girkaliai             |
| Bendikai     | Rund-Görge         | Kalotė                |
| Bruzdeilynas | Brusdeilinen       | Girkaliai             |
| Dargužiai    | Dargußen           | Karklė                |
| Egliškiai    | zu Eglischken      | Kretingalė            |
| Gibišėliai   | Gibischen-Peter    | Girkaliai             |
| Girkaliai    | Girnkallen-Matz    | Girkaliai             |
| Grabiai      | Grabben            | Karklė                |
| Graudūšiai   | Grauduß-Bartel     | Girkaliai             |
| Grauminė     | Graumen            | Plikiai               |
| Kalotė       | Kollaten           | Kalotė und Neu-Kalotė |
| Karklė       | Karkelbeck         | Karklė                |
| Katkai       | Girngallen-Gedmin  | Plikiai               |
| Kibelkščiai  | Ilgauden-Mauserim  | Girkaliai             |
| Kiokiai      | Kiaken             | Girkaliai             |
| Kopūstai     | Klauspußen         | Kretingalė            |
| Kretingalė   | Deutsch Crottingen | Kretingalė            |
| Kukuliškiai  | zu Karkelbeck      | Karklė                |
| Kunkiai      | Kunken-Görge       | Karklė                |
| Kuršeliai    | Klein Kurschen     | Plikiai               |
| Lankučiai    | Lankutten          | Girkaliai             |
| Letūkai      | Klauswaiten        | Girkaliai             |
| Medikiai     | Meddicken          | Plikiai               |
| Melašiai     | Ramutten-Jahn      | Girkaliai             |
| Nemirseta    | zu Nimmersatt      | Girkaliai             |
| Normantai    | Paul-Narmund       | Kalotė                |
| Pakamoriai   | Packamohren        | Plikiai               |
| Peskojai     | Peskojen           | Kretingalė            |
| Pipirai      | Pipirrn            | Kretingalė            |
| Plikiai      | Plicken            | Plikiai               |
| Potrai       | Patrajahnen        | Kretingalė            |
| Raišiai      | Raischen-Jettkandt | Girkaliai             |
| Sarčiai      | Zarten             | Kretingalė            |
| Skudžiai     | Woydußen           | Plikiai               |
| Stančiai     | Standschen         | Kretingalė            |
| Šaipiai      | Scheipen-Thoms     | Karklė                |
| Šimkai       | Szimken            | Plikiai               |
| Šlikiai      | Adlig Crottingen   | Kretingalė            |
| Trakiai      | Groß Kurschen      | Plikiai               |
| Triušiai     | Truschen           | Plikiai               |
| Vytaučiai    | Wittauten          | Plikiai               |
| Vitiniai     | Wittinnen          | Kretingalė            |
| Zeigiai      | Szodeiken-Jonell   | Kalotė                |
| Žiobriai     | Szabern-Wittko     | Plikiai               |